# Міжнародна комісія з освітленості

XYZ стандарт МКО 1931 року

Міжнаро́дна комі́сія з осві́тленості (МКО, фр. Commission internationale de l'éclairage; CIE) — світова організація, яка опікується фотометричними стандартами.
У 1900 році на Міжнародному газовому Конгресі в Парижі була створена Міжнародна комісія фотометрії (МКФ). Завдання комісії — встановити правила фотометричних вимірювань газових пальників.
У 1911 році Міжнародний електротехнічний конгрес у Турині (Італія), враховуючи значний прогрес світлотехніки, вказав на бажаність організації Міжнародної комісії для вивчення всієї системи освітлення; пропонувалося також об'єднати цю комісію з існуючою Міжнародною комісією фотометрії.
Враховуючи ці рекомендації на IV сесії МКФ в Берліні в 1913 році була створена Міжнародна комісія з освітлення (МКО). Т.ч. 1913 рік — офіційна дата заснування МКО.
Основні завдання МКО:
- Бути міжнародним центром дискусій з усіх питань світлотехніки, центром з обміну досвідом між країнами.
- Розробка основних стандартів і методів вимірювання спільно з Міжнародною організацією зі стандартизації (ISO).
- Складання рекомендацій для розробки міжнародних і національних норм.
- Складання і публікація норм, доповідей, що стосуються всіх питань світлотехніки; інформація про діяльність МКО і її структур; випуск друкарських видань.
- Забезпечення зв'язків і технічної співпраці з іншими міжнародними організаціями.

## Структура МКО
Всі країни — члени МКО представлені у виконавському комітеті МКО. Виконавський комітет вибирає Правління МКО.
Роботу ведуть 7 відділень:
1. «Зір і колір»;
2. «Фізичне вимірювання світла і випромінювання»;
3. «Дизайн освітлення приміщень та оточення»;
4. «Освітлення і сигналізація для транспорту»;
5. «Освітлення відкритих просторів і інші вживання освітлення»;
6. «Фотобіологія і фотохімія»;
7. «Загальні аспекти освітлення» (термінологія, світлотехнічна освіта, економіка освітлення, інформація і тому подібне).

У кожному відділенні створюються Технічні Комітети (ТК) для вирішення певного завдання. Програма роботи ТК складається так, щоб поставлене завдання було вирішене за 4 роки. Результат роботи ТК має бути оформлений технічним звітом (публікація МКО).
Можуть створюватися тимчасові Робочі групи для опрацювання дрібніших питань або для попереднього опрацювання якоїсь проблеми. У кожній країні МКО представлена Національним комітетом, який сприяє здійсненню цілей і завдань МКО і реалізовує результати діяльності МКО на національному рівні.
Найвищий орган МКО — Сесія МКО, яка проходить кожні 4 роки в одній із країн-членів МКО.
Керівні особи МКО: президент МКО, віце-президент МКО; голови Технічних комітетів і Робочих груп МКО; голови Національних комітетів МКО.
В даний час в МКО входять 36 країн, в тому числі Україна. У кожній країні МКО представлена національним комітетом, який сприяє здійсненню цілей і завдань МКО і реалізовує результати діяльності МКО на національному рівні. Організаційна структура національних комітетів затверджується на сесії МКО, яка є найвищим органом цієї міжнародної організації.